# Championnat de Finlande de football 1950
Navigation
Saison précédente Saison suivante
La saison 1950 du Championnat de Finlande de football était la 21e édition de la première division finlandaise à poule unique, la Mestaruussarja. Les dix meilleurs clubs du pays jouent les uns contre les autres à deux reprises durant la saison, à domicile et à l'extérieur. À la fin de la compétition, les 2 derniers du classement sont relégués et remplacés par les 2 meilleurs clubs d'Ykkonen, la deuxième division finlandaise.
Deux ans après son accession parmi l'élite, le club d'IKissat Tampere remporte le championnat en terminant en tête du classement final, devançant de 3 points le KuPS Kuopio et de 5 points le VIFK Vaasa. C'est le tout premier titre de champion de l'histoire du club. Le tenant du titre, le TPS Turku, prend une décevante 7e place, à 8 points du nouveau champion.

## Les 10 clubs participants
| - VPS Vaasa - TPS Turku - Kullervo Helsinki - Promu de Ykkonen - VIFK Vaasa - KIF Helsinki | - TuWe Turku - KTP Kotka - Haka Valkeakoski - Promu de Ykkonen - IKissat Tampere - KuPS Kuopio |

## Compétition

### Classement
Le barème de points servant à établir le classement se décompose ainsi :
- Victoire : 2 points
- Match nul : 1 point
- Défaite : 0 point

| Rang | Équipe              | Pts | J  | G  | N | P  | Bp | Bc | Diff |
| ---- | ------------------- | --- | -- | -- | - | -- | -- | -- | ---- |
| 1    | IKissat Tampere     | 25  | 18 | 10 | 5 | 3  | 38 | 17 | +21  |
| 2    | KuPS Kuopio         | 22  | 18 | 11 | 0 | 7  | 46 | 39 | +7   |
| 3    | VIFK Vaasa          | 20  | 18 | 7  | 6 | 5  | 38 | 28 | +10  |
| 4    | KTP Kotka           | 19  | 18 | 7  | 5 | 6  | 36 | 37 | -1   |
| 5    | VPS Vaasa           | 18  | 18 | 6  | 6 | 6  | 34 | 33 | +1   |
| 6    | KIF Helsinki        | 18  | 18 | 8  | 2 | 8  | 45 | 46 | -1   |
| 7    | TPS Turku T         | 17  | 18 | 7  | 3 | 8  | 36 | 37 | -1   |
| 8    | Haka Valkeakoski P  | 17  | 18 | 7  | 3 | 8  | 37 | 46 | -9   |
| 9    | TuWe Turku          | 14  | 18 | 5  | 4 | 9  | 25 | 34 | -9   |
| 10   | Kullervo Helsinki P | 10  | 18 | 2  | 6 | 10 | 22 | 40 | -18  |

|  | Champion de Finlande 1950                           |
|  | Relégation en deuxième division                     |
|  | T Tenant du titre P Club promu de deuxième division |

## Bilan de la saison
| Championnat de Finlande de football 1950 |                             |
| Champion                                 | IKissat Tampere (1er titre) |
| Promotions et relégations                |                             |
| Promus en Mestaruussarja                 | TPK Turku                   |
| Promus en Mestaruussarja                 | Sudet Helsinki              |
| Relégués en Ykkonen                      | Kullervo Helsinki           |
| Relégués en Ykkonen                      | TuWe Turku                  |